# Дубляны (Гродненская область)
Дубля́ны (бел. Дубля́ны) — деревня в Гудевичском сельсовете Мостовского района Гродненской области Беларуси.

## Население
- 1905 год — 232 чел.
- 1921 год — 86 чел.▼
- 1959 год — 253 чел.▲
- 1970 год — 243 чел.▼
- 2001 год — 91 чел.▼
- 2009 год — 45 чел.▼
- 2018 год — 35 чел.▼

## География
Находится деревня в 3 км от Гудевичей, и в 30 км по дороге к западу от города Мосты. Рядом протекает река Веретейка.

## История
По данным Всесоюзной переписи населения 1921 года в деревне проживал 121 человек, из них: 61 католик, 55 православных и 5 евреев. При этом 85 жителей заявили о польской национальности, а 36 белорусской. Здесь было 21 жилое здание.
Деревня принадлежала к римско-католическому приходу в Больших Эйсмонтах и православному в Гудевичах.
Во время оккупации от рук фашистских захватчиков погиб 1 человек. Во время войны на фронт ушли 23 жителя деревни, из них 13 не вернулись.